# عزلة اليتمة (الجوف)

تعديل مصدري - تعديل

عزلة اليتمة هي إحدى عزل مديرية خب والشعف في محافظة الجوف اليمنية ويبلغ تعداد سكانها 8165 نسمة حسب التعداد السكاني في اليمن لعام 2004.

## روابط خارجية
- الجهاز المركزي للإحصاء بالجمهورية اليمنية
- المركز الوطني للمعلومات باليمن
- World Gazetteer:Yemen
- الدليل الشامل